# UNAFHIR
UNAFHIR steht für United Nations Austrian Field Hospital in Iran und ist die Bezeichnung eines humanitären Einsatzes des Österreichischen Bundesheeres (ÖBH) auf Ersuchen des Hohen Flüchtlingskommissars der Vereinten Nationen. Hierbei wurde ein Feldspital für die Kurdenhilfe eingesetzt.
1991 kam es nach dem Zweiten Golfkrieg zu einer Massenflucht von Kurden aus dem Irak in die angrenzenden Länder, in erster Linie nach Iran und in die Türkei. Es entstanden dabei eine Unzahl von Flüchtlingslagern in der Grenzregion dieser Länder; dieser plötzliche und starke Zustrom von Menschen konnte von diesen Ländern nicht versorgt werden und löste eine humanitäre Katastrophe aus. Dies hatte zur Folge, dass mehrere Staaten, so auch Österreich, die medizinische Versorgung dieser Lager übernahmen.
Auf Ersuchen des UNHCR vom 19. April 1991 und einem Ministerratsbeschluss vom 23. April 1991 begann der Einsatz am 7. Mai des Jahres und es wurde das Hospital zusammen mit einem Feldlager in Orumi/Rizaiyeh aufgebaut.
Österreich betrieb dabei mit Pioniersoldaten und seinem Sanitätsdienst ein Feldspital für 300 Patienten, mit zwei Operationssälen, einem Feldröntgengerät, sowie Laboreinrichtungen. Das Spital war in der Nähe von zwei Flüchtlingslagern aufgebaut und versorgte ca. 50.000 bis 60.000 Flüchtlinge auf unerschlossenem Berggebiet auf etwa 1600 m Höhe.
Schon ab 7. Mai 1991 konnte der erste Ambulanzdienst und am 15. Mai 1991 der Normalbetrieb aufgenommen werden.
Am 31. Juli 1991 war der Einsatz beendet. Dabei hatten insgesamt 590 Personen (384 Soldaten, 260 Zivilpersonen) am Einsatz teilgenommen.
Kommandant und ärztliche Leiter des Feldspitales war unter anderen der spätere Sanitätschef und Kommandant der Sanitätsschule des ÖBH Brigadier Thomas Treu.